# 知名度
知名度指個人或事物在社會上被大眾認識的程度。一個人的知名度取決於他的曝光率或名譽，通常藝人和名人由於在社會上的曝光率高，所以知名度相對較高；而一個很有名譽和地位的人，相對的知名度亦都較高。不過當一個人名譽掃地，臭名遠播時，他的知名度亦可能會提高，例如罪犯。但也有因行為舉止或言行異乎尋常，因而特別吸引大眾注意，造成一時的高知名度。

## 知名度的影响
知名度，也称为知晓度、知名度或知名度，是一个品牌、公司、组织、产品或个人在公众中的知晓程度。它通常是通过广告、宣传、社交媒体等手段来提高的。高知名度对于企业或个人来说是非常重要的，因为它可以帮助他们吸引更多的客户、支持者和粉丝。当一个品牌或人物的知名度高时，他们更容易被公众注意到、认可和信任。然而，知名度并不是所有的一切。有时候，企业或个人的负面新闻也会引起公众的关注，甚至损害他们的声誉。因此，除了提高知名度，维护好声誉也同样重要。
提高知名度的方式有很多种，其中包括：
- 广告宣传
- 社交媒体
- 公关活动
- 赞助
- 公共演讲

不同的方法适用于不同的目标群体和行业。
例如，对于一家新兴企业来说，广告宣传和社交媒体可能是提高知名度的最佳方式。对于一个政治候选人来说，公共演讲和媒体采访可能更加重要。在提高知名度的同时，企业或个人也应该注意维护好自己的声誉。这可以通过回应客户或支持者的问题和意见，处理负面新闻并采取积极的行动来实现。总之，知名度是一个企业或个人成功的重要组成部分，但它并不是唯一的关键因素。企业或个人需要综合考虑多种因素，才能实现持久的成功。